# 渡辺伸次
渡辺伸次（わたなべ しんじ）は、日本の写真家、映像作家。広島県出身。

## 所属
- 有限会社 D3D / 代表取締役、ディレクター
- 株式会社 BLACK EYES / 代表取締役、フォトグラファー

## 受賞歴
- 2008年、2008 Hasselblad Masters Competition - Finalist 受賞
- 2008年、International Photography Awards(IPA2008) Advertising - Fashion - 1st place 受賞
- 2009年、2009 Hasselblad Masters Competition - Finalist : Fine Art 受賞